# Литература Косова
Литература Косова состоит из литературных произведений, написанных на албанском, сербском, боснийском и турецком языках авторами из Косова. Выделяется османский период в истории литературы Косова, несмотря на то, что власти Османской империи запрещали письменное использование албанского языка до 1912 года. Эта политика продолжалась во время сербского правления до начала Второй мировой войны.
После войны школьное обучение осуществлялось на сербском языке. Под конец 1940-х была распространена подпольная литература, которая создавалась и публиковалась на албанском языке. Каждый, кто приобретал «Rilinja», газету на албанском языке, брался на учет тайной полицией. Полные права албанский язык и культура приобрели после провозглашения новой югославской конституции 1974 года. Косовская албанская литература и культура получили толчок к дальнейшему развитию.
С появлением в 1949 году литературного журнала «Jeta e re», молодые албаноязычные авторы Югославии получили площадку для своих публикаций. Отдельные монографии издавались в 1950-х годах. В 1960-х годах литература косовских албанцев стала активно публиковаться.
Серьёзная проза, как считается, появилась в Косове во второй половине 1950-х годов. В то время в этом жанре писали такие авторы как Хивзи Сулеймани из Митровицы, Адем Демачи из Приштины и Антон Пашку из Гражданика под Призреном. Также к видным косовским прозаикам XX века относятся Экрем Баша, Юсуф Буджови, Теки Дëрвисхи, Сабри Хамити, Рамиз Келменди, Мехмет Края, Бекир Муслиу, Реджеп Чосья, Муса Раниадани, Назми Ррахмани, Зейнуллах Ррахмани и Азем Шкрели.
Поэзия косовских албанцев также пользовалась большой популярностью, её корни уходят в народные традиции. Основателем современной албанской поэзии на территории бывшей Югославии считается Эсад Мекули. Среди других видных современных поэтов Экрем Баша, Бесим Бокши, Ррахман Дедай, Мирко Гаши, Энвер Гьерчеку, Фахредин Гунга, Абдулла Конушевци, Дин Мехмети, Али Подримя и Азем Шкрели.
Традиции сербской литературы в регионе имеют значительно более продолжительную историю и восходят к XIII веку. К крупнейшим сербским косовским литераторам XX века относятся романист Вукашин Филипович, поэтесса Даринка Еврич, писатель Радосав Стоянович, поэт и прозаик Петар Сарич, поэт Лазар Вукович.
В 1970-1980-х годах косовские писатели, как сербские, так и албанские, были представлены в Союзе писателей Косова. С обострением этнического конфликта в конце 1980-х годов сербы покинули эту организацию, и с тех пор в Союз писателей Косова входят только албанские авторы. Эта организация сыграла важную роль в политической жизни Косова, многие из её членов, в том числе Ибрагим Ругова, стояли у истоков Демократической лиги Косова.